# Домбовська Юлія Валеріївна
Домбо̄вська Ю̄лія Вале̄ріївна — громадський діяч, еко-захисник.

## Життєпис

#### Особисті дані
Народилася 16 серпня 1993р. на Черкащині.

#### Освіта
2008—2012 — Уманський гуманітарно-педагогічний коледж ім. Т. Шевченка. Вчитель початкових класів. Вчитель англійської мови. 
2012—2016 — НПУ ім. М. Драгоманова. Вчитель української мови та літератури. Психолог.  
У 2018—2019  — “Media Star” – журналіст/телеведуча. 
2020 — Національна академія державного управління при Президентові України. Публічне управління та адміністрування.  

#### Трудова діяльність
2012—2016 — вчитель. 
2018—2019 — телеведуча в Top Market Group [Архівовано 9 листопада 2020 у Wayback Machine.]. 
З 2018 входила до складу міжнародної аналітично-експертної групи с розробки проєктів у сфері технологій та виступала як делегат від України на найбільших світових  блокчейн-форумах та бізнес – самітах. Таких як:
- Money 20/20 Asia Singapore [Архівовано 24 вересня 2020 у Wayback Machine.]
- CoinAdvice Blokchain conference Thailand
- Blokchain Investors summit Singapore
- AIM Summit 2019 Emirates
- Waste Forum Kyiv 2019
- Українсько-Оманський форум ТПП
- Українсько-Казахський форум ТПП [Архівовано 20 грудня 2021 у Wayback Machine.]
- Eurasian Tourism 2019
- World Economic Forum 2020 Davos.

2018 — стала єдиним в Україні офіційним дистриб’ютором з розповсюдження продукції TRUEGREEN, біокомпостуючої продукції, що піддається біологічному розпаду і не шкодить навколишньому середовищу.

#### Екозахисні ініціативи
З 2018 р. бере активну участь у Всеукраїнських та Міжнародних форумах на еко-захисну тематику як спікер, виступає за популяризацію та впровадження екологічних стратегій в Україні.   
2019 — 2019 – ініціювала розробку інвестиційного проєкту TrueGreen. Цього року проєкт офіційно представлено на форумі в Давосі, де Юлія Домбовська входила до  складу української делегації в CASPIAN WEEK [Архівовано 13 жовтня 2020 у Wayback Machine.]
2020 - ініціювала створення Громадської організації Потужна екосистема майбутнього, яка співпрацює з еко-захисниками, активістами, еко-експертами та громадськими діячами, Інститутами екології, правниками у сфері екозахисту, інвестиційними експертами та фондами. Організація “Потужна екосистема майбутнього” виступає на стороні посилення громадського контролю за екологічною ситуацією в Україні, веде активні комунікації з владою та науковими колами задля підтримки еко-ініціатив.  ГО надає консультації з впровадження в Україні інвестиційних проєктів та стартапів з використанням новітніх технологій для безпечної переробки відходів по міжнародним стандартам, співпрацює з українськими науковцями, проводить публічні освітні заходи та програми спрямовані на виховання в українському суспільстві ідеології свідомого споживання та збереження навколишнього середовища. 

#### Політична діяльність
З 11 липня 2020 — Помічник народного депутата України [Архівовано 1 вересня 2019 у Wayback Machine.]  на громадських засадах відповідає за напрямки екології.   
- координатор з питань захисту прав матері та дитини в ГО «Асоціація мам України». 

### Нагороди
15 березня 2019 — отримала нагороду від Global Blockchain Foundation у  м. Сингапур за сприяння розвитку інвестиційних проектів та стартапів у сфері блокчейн-технологій.
09 листопада 2019 — Посол доброї волі Євразійського туризму Eurasian Tourism Organization. 